# Myophonus borneensis
Myophonus borneensis là một loài chim trong họ Muscicapidae.